# Kulirivier
De Kulirivier of Kuli, Zweeds: Kulijoki, is een beek in het noorden van Zweden, wordt onder andere door de meren Kulijärvi en Kulilompolo gevoed, die samen circa 1 km² groot zijn, stroomt naar het oosten door de  gemeente Kiruna, komt in de Vittangirivier uit en is ongeveer 20 kilometer lang.
afwatering: Kulirivier → Vittangirivier → Torne → Botnische Golf